# 584 Semiramis
584 Semiramis eller 1906 SY är en asteroid i huvudbältet, som upptäcktes 15 januari 1906 av den tyska astronomen August Kopff i Heidelberg. Den är uppkallad efter Semiramis.
Asteroiden har en diameter på ungefär 54 kilometer.